# اگاتوکا، بخش استالوا ولا
اگاتوکا، بخش استالوا ولا (به لاتین: Agatówka, Stalowa Wola County) یک منطقهٔ مسکونی در لهستان است که در Gmina Zaleszany واقع شده‌است.

## خصوصیات
اگاتوکا ۳۵۹ نفر جمعیت دارد.